# Hugo Ball
Hugo Ball (Pirmasens, 1886. február 22. – Sant’ Abbondio [ma Gentilino] 1927. szeptember 14.) német avantgárd író, költő, a dadaizmus egyik létrehozója.

## Életpályája
1906 és 1910 között filozófiát és szociológiát hallgatott több egyetemen (München, Heidelberg, Bázel). Színészként indult, majd színházi dramaturgként támogatta az új törekvéseket, például Wedekind műveinek előadását. 1916-ban Svájcba költözött és feleségül vette Emmy Henningst. Zürichben többekkel megalapította a dadaista mozgalmat, előbb a Cabaret Voltaire-t, majd a Galerie Dadát.
Élete vége felé felhagyott az avantgárd művészettel. Visszavonultan élt Tessinben, Lugano közelében és teológiával foglalkozott.

## Emlékezete
- Levelezését és több művét csak az 1950-es évek végétől adták ki.
- 1979-től évente megjelenik a Hugo-Ball-Almanach című kiadvány.

## Főbb művei
- Flametti oder vom Dandysmus des Armen (regény, 1918)
- Zur Kritik der deutschen Intelligenz (esszé, 1919)
- Byzantinisches Christentum (tanulmány, 1923)
- H. Hesse, sein Leben und sein Werk (esszé, 1927)
- Der Flucht aus der Zeit (1914 és 1921 között írott napló, 1927)
- Tenderenda der Phantast (regény, 1967)
- Briefe 1911–1927 (Levelek, szerk. A. Schütt-Hennings, 1957)
- Gesammelte Dichte (Összegyűjtött versek, szerk. A. Schütt-Hennings, 1963)

## Magyarul
- Flametti avagy A szegények dandyzmusa; ford. Nemes Péter; JAK–Jelenkor, Bp.–Pécs, 1998 (Műfordító füzetek)